# Gluvia dorsalis

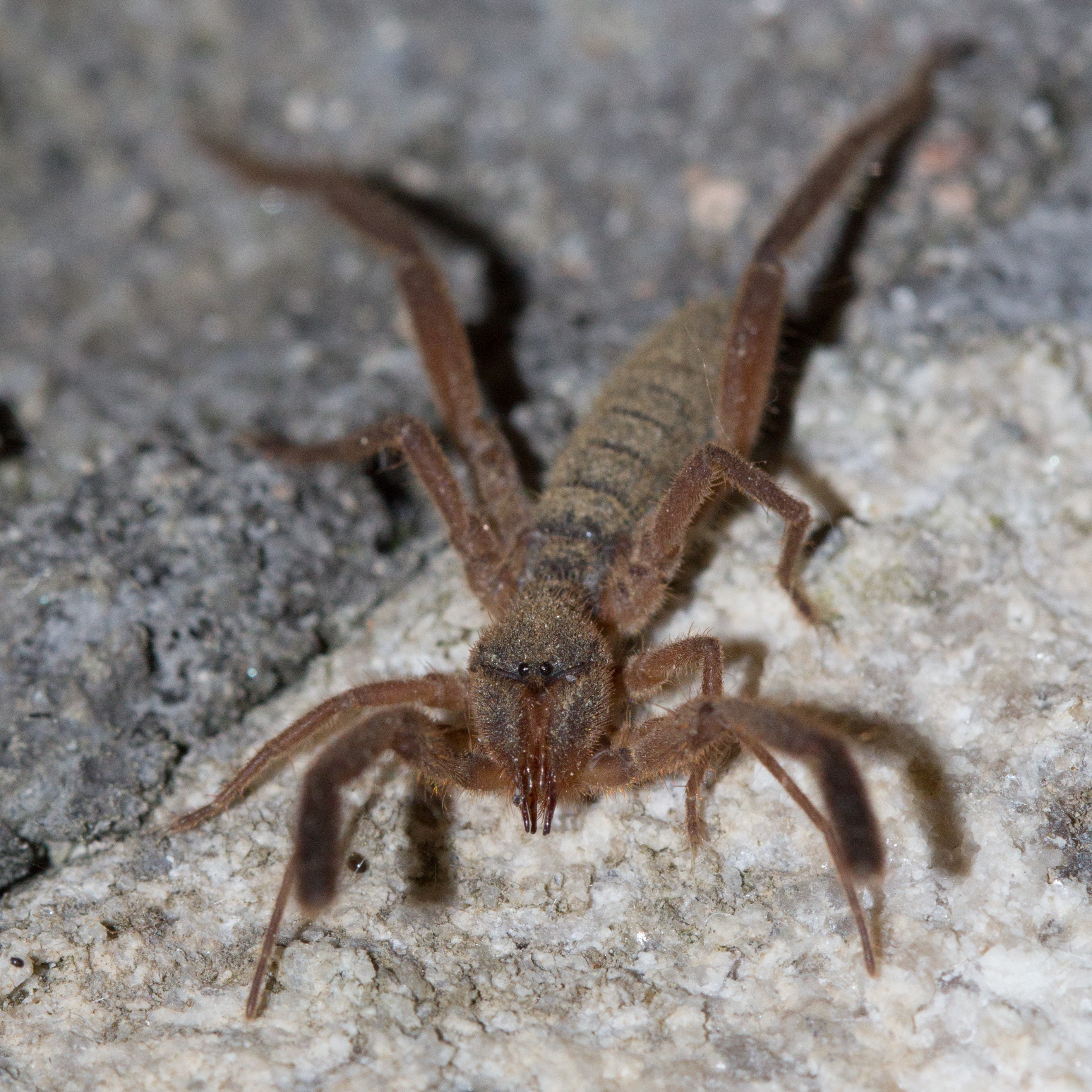
Ein Exemplar in Frontalansicht

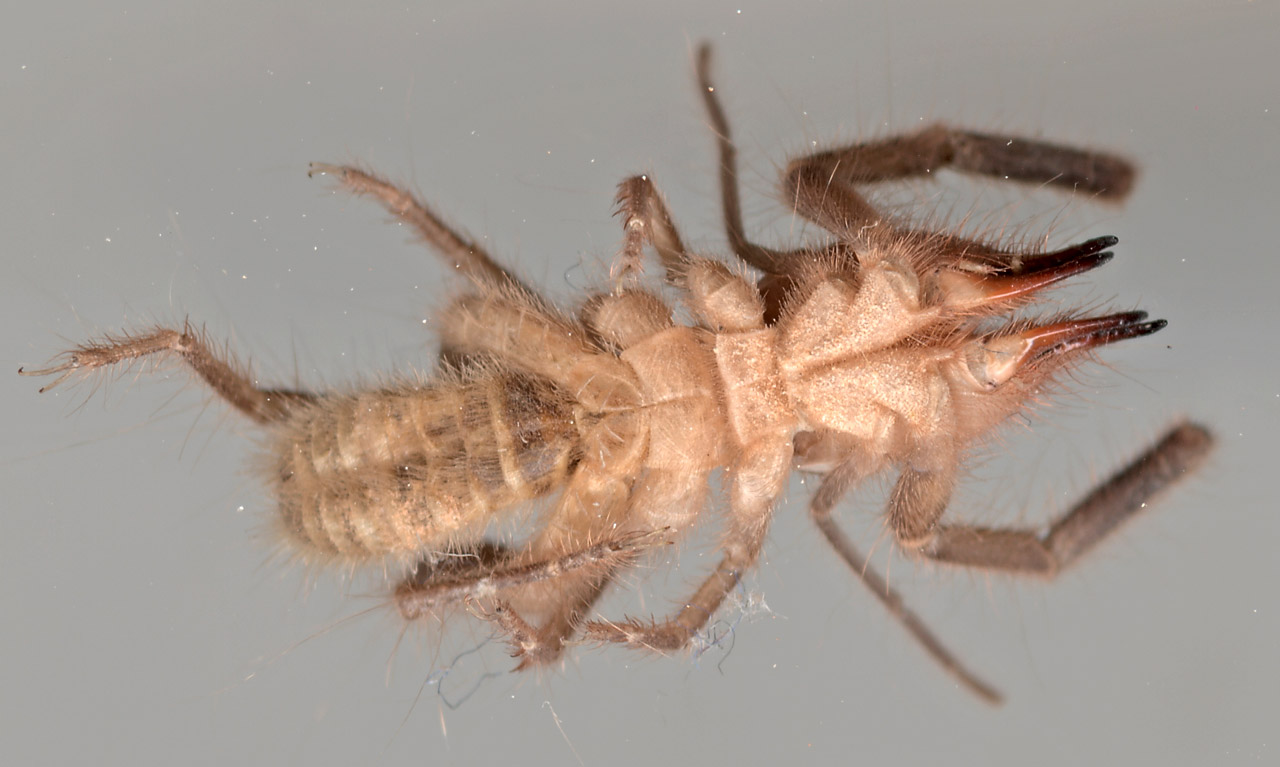
Die Unterseite eines Exemplars

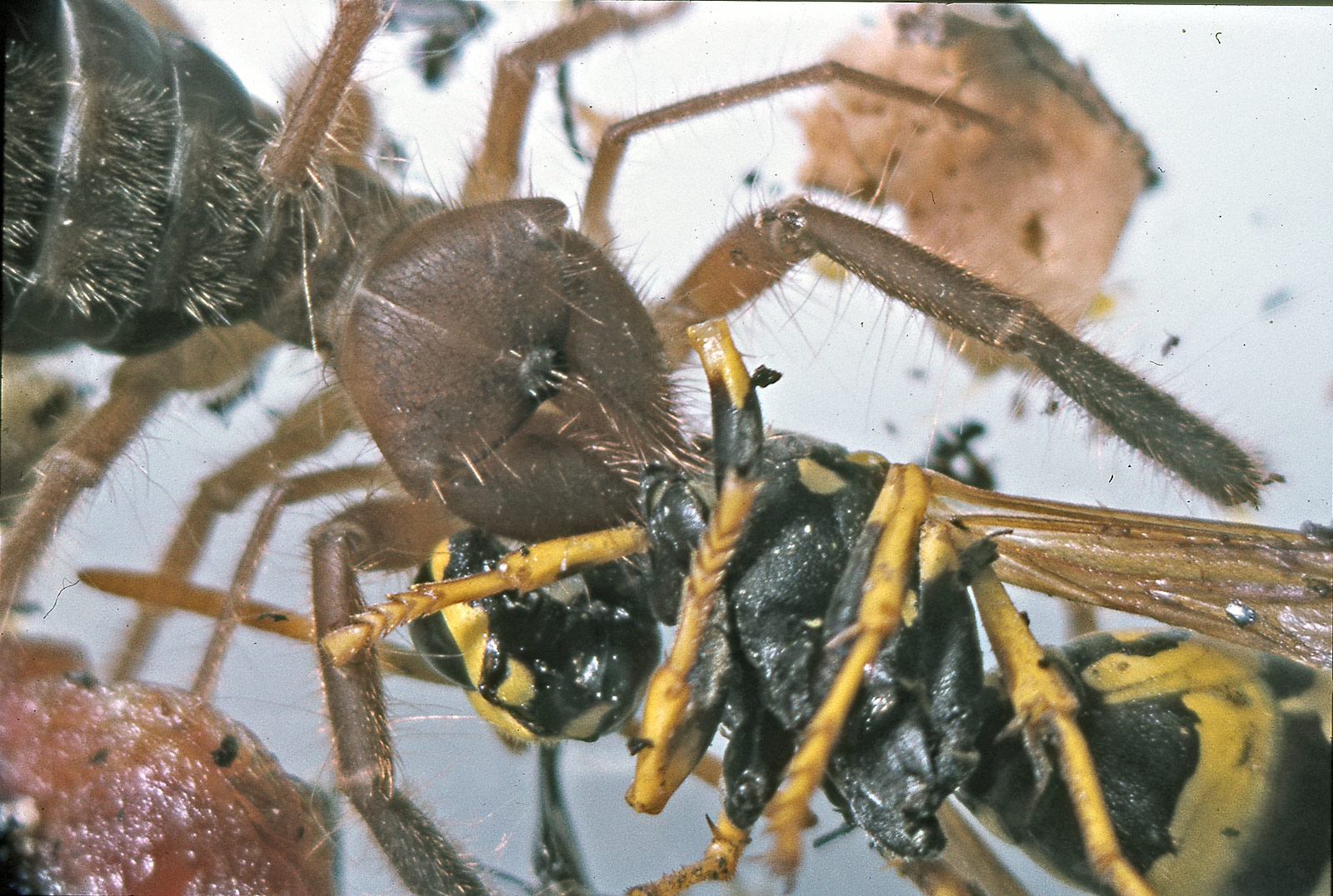
Mit ihren kräftigen Cheliceren zerbeißen Walzenspinnen ihre Beute

Gluvia dorsalis ist eine auf der Iberischen Halbinsel beheimatete Art der Walzenspinnen. Es ist die einzige auf der Iberischen Halbinsel vorkommende Art der etwa 17 europäischen Walzenspinnen-Arten. Die restlichen Arten leben auf Sizilien oder mit dem größten Anteil der Arten in Südost- bis Osteuropa.

## Merkmale
Die Körperlänge beträgt etwa 15 mm. Das Prosoma ist rotbraun gefärbt, die kräftigen und scherenartigen Cheliceren zur Spitze hin dunkel gefärbt. Das Opisthosoma (Hinterleib) ist in 11 Abschnitte gegliedert und glänzend dunkelbraun bis schwarz gefärbt. Auf der gesamten Körperoberfläche befinden sich lange, abstehende Borsten. Die Beine sind einfarbig rötlichbraun gefärbt, ähnlich wie das Prosoma. Die Pedipalpen sind stark vergrößert und länger als die ersten beiden Beinpaare. Auch sie sind zum Ende hin dunkel gefärbt, wie die Cheliceren. Männchen der Art sind kleiner und schmaler gebaut als die Weibchen. Eine Verwechslung mit anderen Arten ist im Verbreitungsgebiet nicht möglich, da es die einzige westeuropäische Walzenspinne ist.

## Verbreitung und Lebensraum
Die Art bewohnt Portugal und Spanien, fehlt hier aber in den nordwestlichen Gebieten. In Portugal ist sie vor allem in den südlichen und östlichen Landesteilen zu finden mit dem höchsten Aufkommen in den südlichen Küstenregionen. In Spanien wurde die Art besonders häufig entlang der Küstenlinie zwischen Almería und Alicante und davon ausgehend ins Inland gefunden, ebenso in der Region um die Sierra de Guadarrama und nördlich von Madrid und schließlich in Teilen der autonomen Gemeinschaft Aragonien und angrenzender Staatsteile.
Die Art bewohnt trockene, offene Flächen mit Grasbewuchs und niedriger Vegetation, beispielsweise Macchie oder Pseudosteppen. In Wäldern findet sie sich wesentlich seltener, wurde aber auch in Wäldern mit Eichen und Eukalypten nachgewiesen. Auch in den höheren Gebirgslagen fehlt sie. Die Art scheint eine Präferenz für halbwüstenartige Gebiete mit knappen Sommerregen zu haben.

## Lebensweise
Die nachtaktiven Tiere laufen auf der Suche nach Nahrung in den ersten Stunden der Nacht schnell umher und wechseln dabei oft ruckartig die Richtung. Dabei strecken sie die Pedipalpen und das erste Beinpaar nach vorne aus. Treffen die Tiere auf Beute, wird diese mit den ausstülpbaren Haftblasen an den Pedipalpen gegriffen und mit den kräftigen Cheliceren zermalmt. Als Beute dienen zahlreiche kleine Gliederfüßer, vor allem Ameisen und Asseln. Bestimmte Arten mit Wehrdrüsen, beispielsweise Tausendfüßer, werden gemieden. Etwa 11 Tage nach der Paarung im Frühsommer legen die Weibchen bis zu 167 Eier und sterben wenige, im Durchschnitt 9, Tage später. Die Eier messen im Schnitt 1,78 mm im Durchmesser. Der Entwicklungszyklus ist wahrscheinlich zweijährig. Adulte Exemplare findet man meist von Mai bis Anfang November. Im Gegensatz zu Weibchen und Jungtiere scheinen die Männchen keine Verstecke im Sandboden zu graben.

## Taxonomie
Die Art wurde von Pierre André Latreille 1817 unter dem Namen Galeodes dorsalis erstbeschrieben. Carl Ludwig Koch beschrieb sie 1842 schließlich als Gluvia dorsalis. Ein weiteres Synonym der Art lautet Gluvia chapmani Pocock, 1903.